# Sou Fujimoto
Sou Fujimoto (Hokkaido, Japón, 4 de agosto de 1971) es un arquitecto y profesor japonés.

## Biografía
Se graduó en Arquitectura en la facultad de ingeniería de la Universidad de Tokio en 1994. Al finalizar, en vez de trabajar para alguno de los grandes estudios de arquitectura, optó por reflexionar por sí mismo mediante la realización de pequeñas obras, lo que le da un carácter muy personal a sus proyectos. Fundó su propio estudio Sou Fujimoto Architects en Tokio en el año 2000.

### Docencia
Ha impartido clases como Profesor Adjunto en:
- Universidad de Ciencias de Tokio (2001-)
- Universidad de Mujeres de Showa (2004-2008)
- Universidad de Tokio (2004)
- Universidad de Kioto (2007-)
- Universidad de Keio (2009-)

Y como Profesor Asociado en:
- Universidad de Tokio (2009-)

## Proyectos

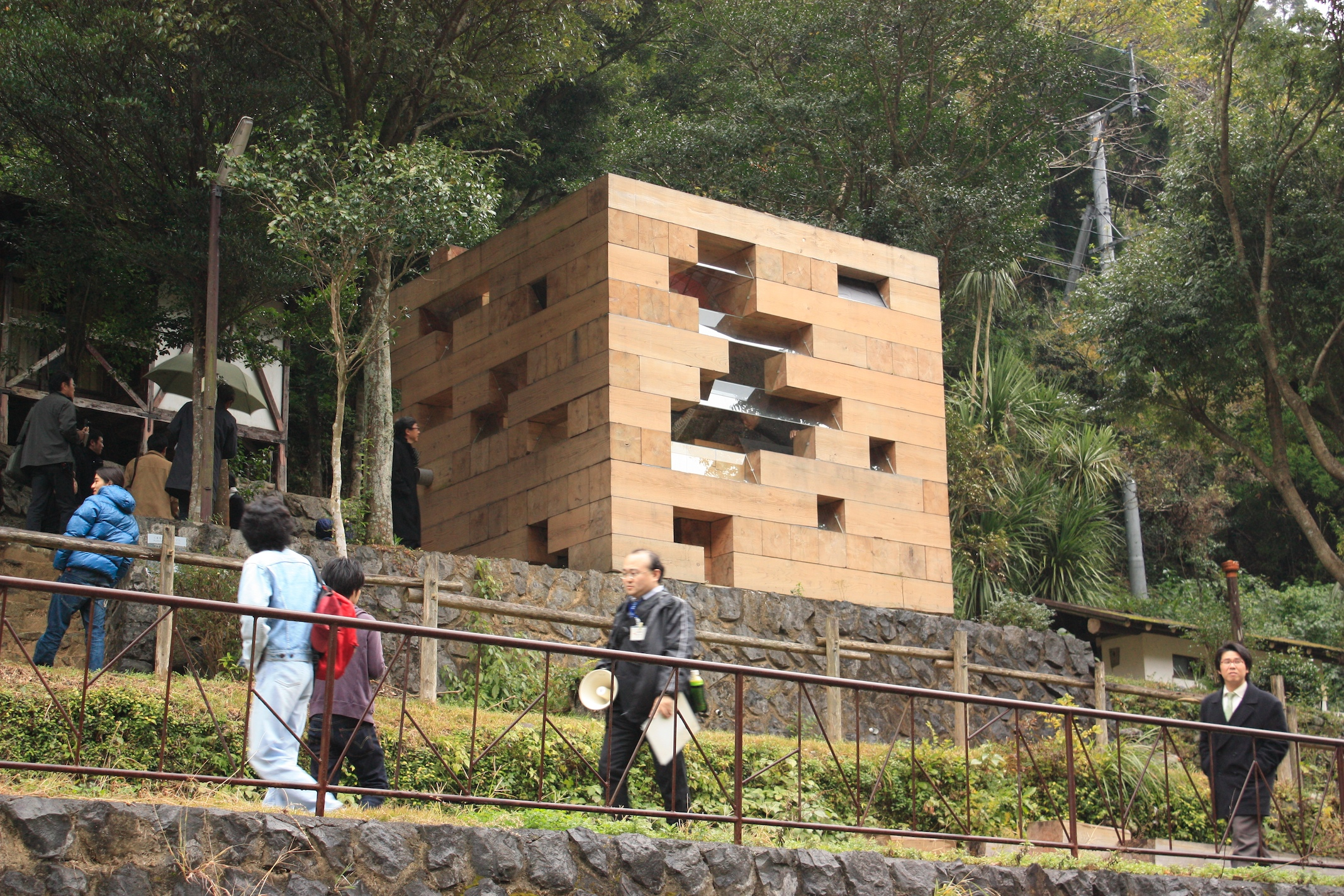
Casa de madera definitiva, Kumamoto

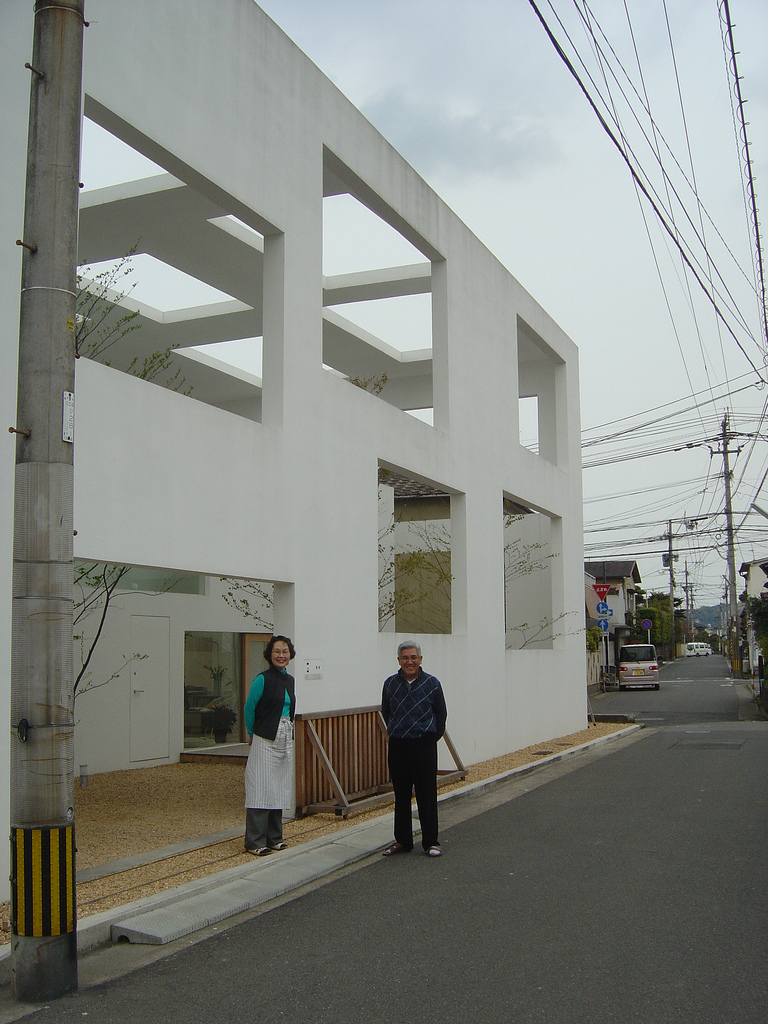
Casa N, Oita, 2008

- Centro infantil de rehabilitación psiquiátrica (Hokkaido), 2006
- Casa de madera definitiva (Kumamoto)
- Casa del futuro primitivo 2008 (Basilea)
- Casa N, Oita, 2008
- Edificio de viviendas en Tokio
- La casa antes de la casa (Tochigi)
- Casa H (Tokio)
- Casa N (Oita)
- Casa T (Gunma)
- Biblioteca para la Musashino Art University (Tokio)[3]

## Premios y distinciones
- 2000 2º Premio Concurso para el Museo de Arte de la Prefectura de Aomori
- 2002 Mención Honorífica en el Concurso para el Ayuntamiento de Ora
- 2003 1.er Premio Concurso para el Foro de Arte Ambiental para Annaka
- 2004 Premio JIA New Face
- 2005 1.er Premio Concurso de Vivienda de Madera en Kumamoto (Casa de Madera Definitiva)
- 2006 'Gold Prize' - Categoría Vivienda, Asociación de Arquitectos e Ingenieros de Tokio
- 2007 Premio de Arquitectura Kenneth F. Brown - Mención Honorífica (Centro Infantil de Rehabilitación Psiquiátrica)
- 2008 World Architectural Festival - Premio Categoría Vivienda Privada
- 2008 Gran Premio Instituto de Arquitectura Japonés (Centro Infantil de Rehabilitación Psiquiátrica)
- 2009 Premios de Diseño Wallpaper - Mejor Vivienda Privada (Casa de Madera Definitiva)